# Cabra murciano-granadina

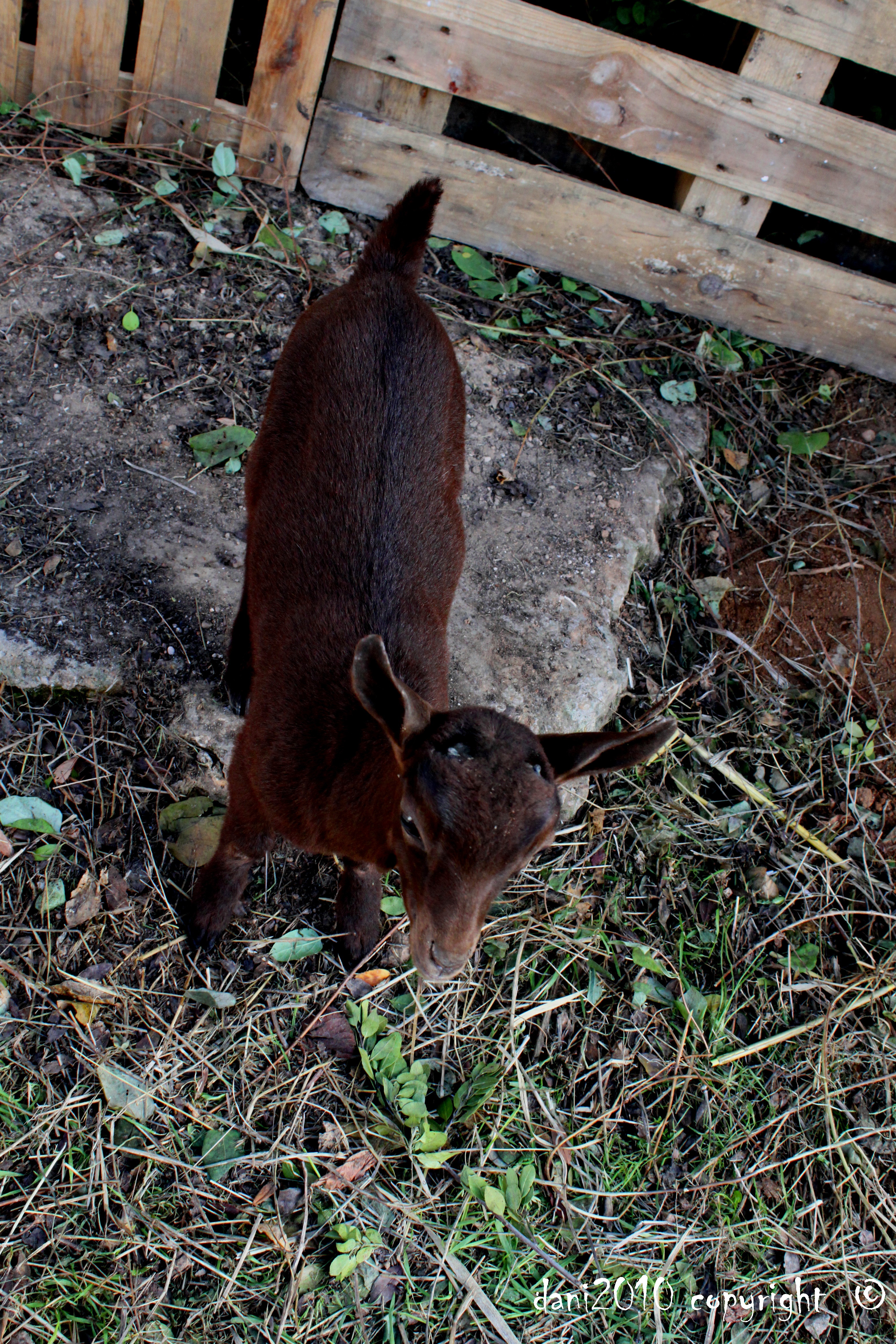
Cabra murciano-granadina de dos mesos d'edat.

La cabra murciano-granadina és una raça caprina que s'assenta principalment a les províncies de Granada, Múrcia i Albacete. Aquesta raça ha ocupat un lloc destacat dins de la ramaderia caprina espanyola. Filogèniques es considera que procedeix de la capra aegagrus, la forma secundària és la cabra pirinenca, que gràcies a la seva evolució a través del temps, va determinar l'actual raça murcià-granadina.
El cens actual de la raça és de 508.000 exemplars, i és present en: Múrcia, Andalusia, País Valencià, Castella-la Manxa, Catalunya i Illes Balears.

## Descripció
Té un clar biotip lleter de capa negra o caoba uniforme (no s'accepta cap mena de pèl blanc), el pes dels mascles oscil entre 50 i 70 kg i el de les femelles entre 40 i 55. Cap de mida mitjana, triangular amb expressió viva, orelles de mida mitjana i erèctil, els mascles poden presentar perilla. Coll lleuger i fi en les femelles, en els mascles més curt, potent i ben inserit podent presentar dues mamelles simètriques o cap. Tronc allargat i profund amb el pit ample fusionat a un ventre ampli, creu destacada i línia dorsolumbar recta acabada en una gropa caiguda amb una cua curta i erèctil.
Extremitats fines, sòlides i de longitud mitjana, lleugerament arquejades en la seva cara interna acollint una voluminosa mamella. Mamelles voluminoses amb una superfície d'inserció àmplia, mugrons implantats cap endavant i fora, pell fina i sense pèl.
Les característiques més destacables de la raça són la seva fàcil munyida, la seva nul estacionalitat reproductiva, la seva rusticitat i àmplia capacitat de pasturatge.